# Châteauneuf-en-Thymerais
Châteauneuf-en-Thymerais är en kommun i departementet Eure-et-Loir i regionen Centre-Val de Loire strax norr om centrala Frankrike. Kommunen ligger i kantonen Châteauneuf-en-Thymerais som tillhör arrondissementet Dreux. År 2022 hade Châteauneuf-en-Thymerais 2 632 invånare.

## Befolkningsutveckling
Antalet invånare i kommunen Châteauneuf-en-Thymerais
Referens:INSEE